# Ambrosio del Gallo
Ambrosio del Gallo fue un oficial del ejército español que combatió en la guerra de Independencia Argentina.

## Biografía
Gallo siguió la carrera de las armas y en 1799 era ascendido de cadete a teniente 2.º del regimiento de la Corona. En 1802 fue promovido a teniente 1.º del regimiento de infantería del Príncipe.
En el mes de mayo de 1813 el coronel Gonzalo Aramendi fue nombrado gobernador de Santa Marta, territorio americano realista, ordenándosele embarcar junto a Ambrosio del Gallo, ya con el grado de teniente coronel. Gallo era comandante de las compañías que se habían expedido a Santa Marta pero supuestamente por motivos de salud no había podido marchar con ellas.
Sin embargo, y demorando la partida de Aramendi, Gallo fue puesto al mando del segundo batallón América y partió el 5 de mayo de 1813 rumbo al Río de la Plata junto al regimiento Lorca, un escuadrón de granaderos a caballo de Galicia y un destacamento de artillería, a bordo de cuatro fragatas mercantes convoyadas por la fragata de guerra Prueba, al mando del capitán de navío Francisco Javier de Ulloa. Tras sumar 300 hombres para la artillería en Tenerife, Canarias, la expedición arribó a Montevideo el 23 de agosto efectuándose el desembarco bajo el fuego lejano e ineficaz de las baterías sitiadoras.
Las fuerzas expedicionarias se encontraban en un alto porcentaje enfermas, especialmente de escorbuto, al igual que las tropas que se encontraban ya defendiendo la ciudad, el tercer batallón de Leon, el fijo de Montevideo,  los restos del de Albuhera, cuatro compañías del de Voluntarios de Madrid y milicias orientales al mando de Benito Chain. La moral de los sitiados no era mejor, pese a la amplia superioridad numérica frente a sus adversarios.
En Montevideo casó con María del Carmen Martínez Gómez de Saravia, de una familia tradicional de la ciudad.
Tras la caída de la ciudad, Ambrosio del Gallo fue capturado y trasladado al campo de prisioneros de Las Bruscas. 
El 5 de diciembre huyeron un sargento y un ayudante y ello determinó un nuevo sorteo para el presidio de la ciudad de Buenos Aires, el que recayó en Ambrosio del Gallo y el mayor Mariano Almanza, situación que Gallo aprovechó para huir.
En 1818 redactó junto a Juan Ángel Michelena y Antonio Fernández Villamil un Breve resumen de los padecimientos de los oficiales realistas prisioneros bajo el gobierno subversivo de Buenos Aires que en 1820 elevó a la Corona bajo el seudónimo de "los enemigos de la injusticia".
En 1824, Gallo vivía en Montevideo, ocupada entonces por Brasil. Ese año el gobierno español dispuso repartir una cantidad de dinero, 2000 pesos, entre treinta oficiales y empleados civiles españoles que se hallaban aún en esa ciudad. Encabezaban la lista el brigadier Pozo (120 pesos), seguido del coronel Antonio Alvares Sotomayor (75 pesos), el teniente coronel Antonio Fernández Villamil (90 pesos) y del teniente coronel Ambrosio del Gallo, con 90 pesos.
A fines de ese año o comienzos del siguiente volvió al servicio. En 1825 estuvo al mando de una expedición rumbo a Filipinas y existen registros de que el domingo 4 de septiembre en la fragata San Fernando alcanzó a la Victoria para entregar al general Ricafort las credenciales de la Gran Cruz de Isabel la Católica.